# Pavia Foot Ball Club 1921-1922
Questa voce raccoglie le informazioni riguardanti il Pavia Foot Ball Club nelle competizioni ufficiali della stagione 1921-1922.

## Stagione
Nell'estate del 1921 il mondo del calcio visse la ristrutturazione voluta da Vittorio Pozzo. Al posto di un solo campionato ne iniziarono due ufficiali, quello confederale a 24 squadre divise in due gironi, e quello della Federazione che raggruppava le meno quotate divise in quattro gironi di quattro squadre.
Gli azzurro-scudati disputarono il girone D, giocando quindi solo sei partite ufficiali, piazzandosi al secondo posto. In seguito disputò il "torneo di consolazione", torneo lombardo non ufficiale.

## Rosa
| N. |                   | Ruolo | Calciatore               |
| -- | ----------------- | ----- | ------------------------ |
|    | Italia (bandiera) | A     | Andreoni                 |
|    | Italia (bandiera) | A     | Bargiggia                |
|    | Italia (bandiera) | C     | Bertolini                |
|    | Italia (bandiera) | P     | Bottoni II°              |
|    | Italia (bandiera) | P     | Cagnola                  |
|    | Italia (bandiera) | C     | Giovanni Cattaneo        |
|    | Italia (bandiera) | D     | Luigi Fratti             |
|    | Italia (bandiera) | D     | Giola                    |
|    | Italia (bandiera) | A     | Mirani                   |
|    | Italia (bandiera) | A     | Palmiro Luigi Pastorelli |

| N. |                   | Ruolo | Calciatore        |
| -- | ----------------- | ----- | ----------------- |
|    | Italia (bandiera) | D     | Edgardo Preti     |
|    | Italia (bandiera) | C     | Piero Ragaglia    |
|    | Italia (bandiera) | A     | Piero Redaelli    |
|    | Italia (bandiera) | C     | Remotti           |
|    | Italia (bandiera) | P     | Luigi Silvani     |
|    | Italia (bandiera) | A     | Dino Turri        |
|    | Italia (bandiera) | C     | Varini            |
|    | Italia (bandiera) | A     | Arnaldo Vigorelli |
|    | Italia (bandiera) | D     | Antonio Villani   |

## Risultati

### Prima Categoria

#### Girone D lombardo

##### Girone di andata
| Arbitro: | Livraghi (Milano) |

|               |           |  |
| Vigorelli 90’ | Marcatori |  |

| Arbitro: | Casetta (Milano) |

|              |           |                    |
| Bargiggia 9’ | Marcatori | 3’ Pagni 62’ Tenca |

| Arbitro: | Muttoni (Treviglio) |

|                |           |              |
| Tosi 7’ (rig.) | Marcatori | 88’ Redaelli |

##### Girone di ritorno
| Arbitro: | Crivelli (Milano) |

|                              |           |  |
| Castelli 55’ Ronchetti I 81’ | Marcatori |  |

| Arbitro: | Muttoni (Treviglio) |

|            |           |              |
| Clivio 77’ | Marcatori | 68’ Redaelli |

| Arbitro: | Pozzi (Monza) |

|                        |           |  |
| Redaelli 20’ Turri 74’ | Marcatori |  |